# Польско-украинская война
По́льско-украи́нская война́ (пол. Wojna polsko-ukraińska, укр. Польсько-українська війна) — вооружённый конфликт между Польской Республикой и Западно-Украинской Народной Республикой на территории Галиции, вылившийся в широкомасштабные боевые действия с 1 ноября 1918 года по 18 июля 1919 года. Война велась в условиях нестабильности, вызванных распадом Австро-Венгрии, распадом Российской империи и Гражданской войной в России.
Особенностью войны была её спонтанность. Вооружённые столкновения начались по всей территории Галиции, и лишь к середине ноября возник постоянный фронт. Также до середины ноября война велась не профессиональными армиями, а добровольческими формированиями украинцев и поляков. После долгих позиционных боёв (зимой 1918 — 1919 годов) польская армия перешла в наступление, выбив украинские войска в «треугольник смерти». Последней попыткой украинской стороны закрепиться в Галиции было Чортковское наступление, завершившееся победой украинских войск, в ходе которого бо́льшая часть Галиции была занята украинской Галицкой армией. Однако в результате Летнего наступления польских войск Галицкая армия была вынуждена покинуть Галицию, отступив на территорию Украинской Народной Республики.

## Причины

### Исторические предпосылки

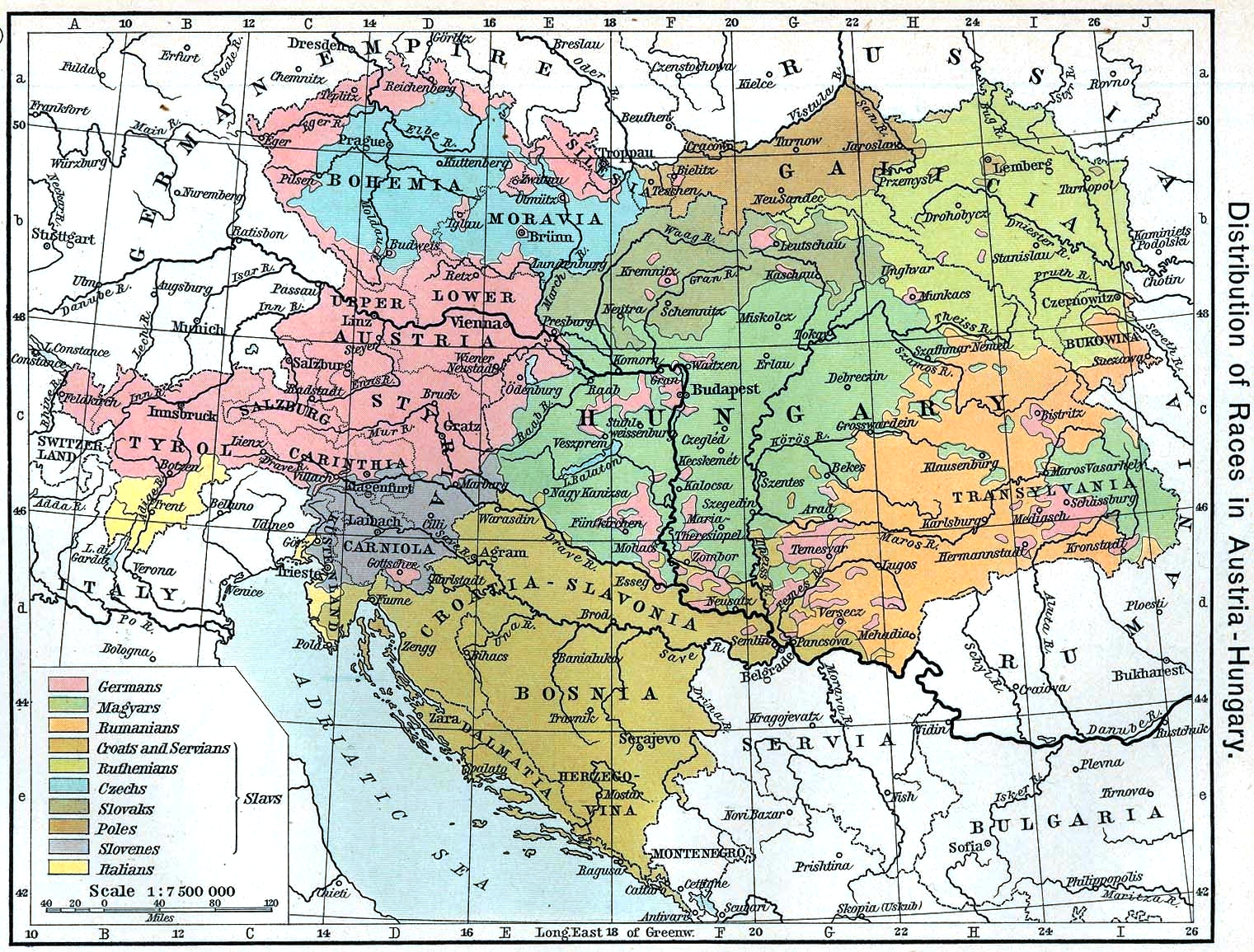
Этнографическая карта Австро-Венгрии; в Галиции смешались поляки и украинцы

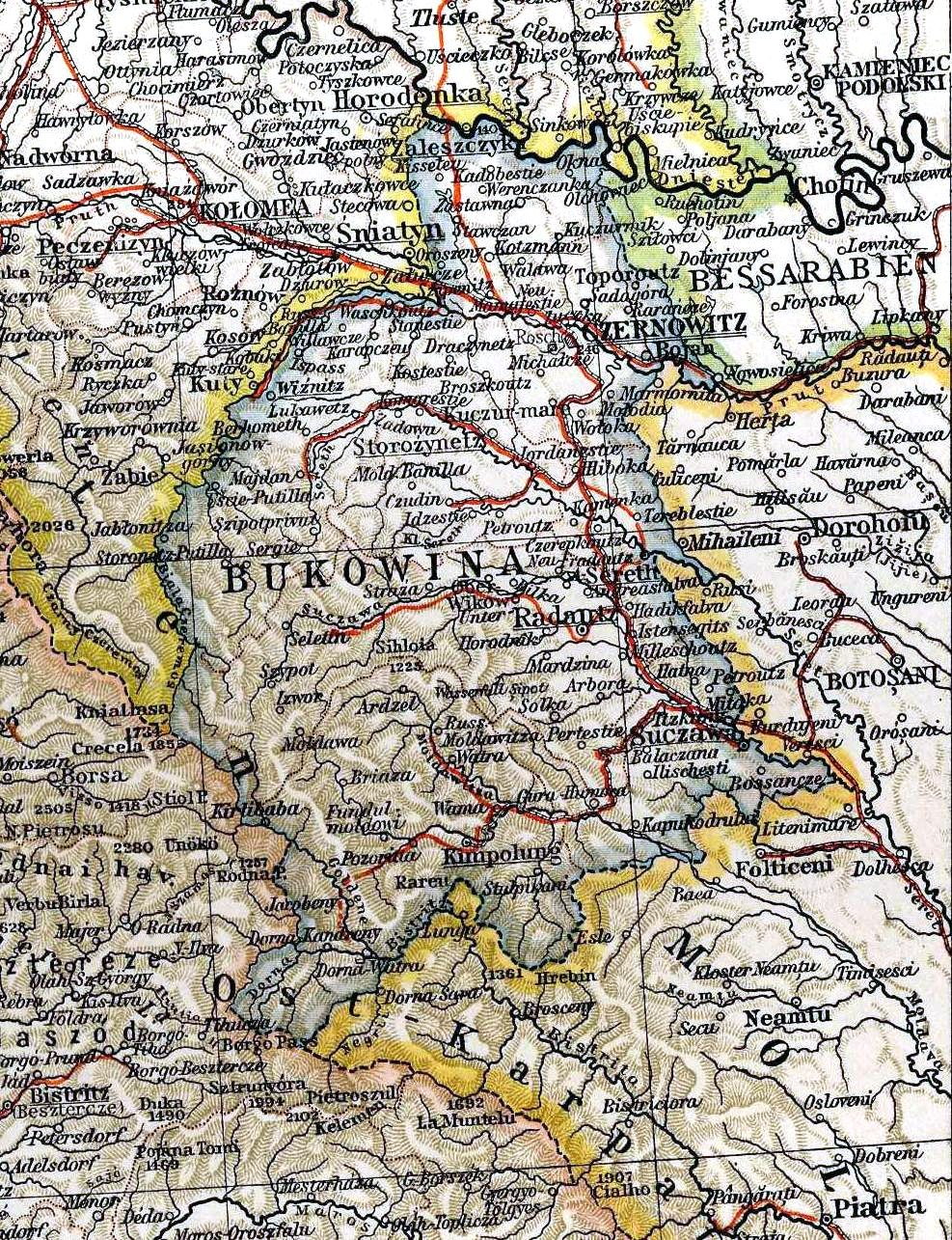
Буковина в составе Австро-Венгрии

Древнерусское Галицкое княжество было присоединено к Польскому королевству в XIV веке и затем вместе с Волынью вошло в состав Речи Посполитой в качестве польских коронных земель, тогда как Закарпатье входило в состав королевства Венгрии. С разделом Польши в 1772 году Галиция вошла в состав Австрии (затем Австро-Венгрии) как восточная часть Королевства Галиции и Лодомерии.
В 1775 году к нему в качестве Черновицкого округа отошла и Буковина, исторически румынская (молдавская) область, аннексированная Россией у Турции и затем уступленная ею Австрии. На протяжении всего XIX века в Галиции шла политическая и культурная борьба между русинами и поляками. Западную часть королевства Галиции и Лодомерии населяли поляки, а восточную — преимущественно русины; при этом на востоке было несколько этнически польских анклавов, самым крупным из которых был Львов с окрестностями. В городе Львове (Лемберге) к началу XX века численность поляков более чем втрое превышала численность украинцев; город считался одной из польских культурных столиц. Поляки преобладали в Восточной Галиции среди городского населения и элиты (особенно землевладельческой), что поддерживало их представление о Галиции как о целиком польской земле. Всего, по данным переписи 1910 года, в Восточной Галиции из 5 300 000 жителей польский язык указало родным 39,8 %, украинский — 58,9 %; впрочем, эту статистику подозревают в необъективности, так как проводившие перепись чиновники были в основном этническими поляками. Кроме того, в число польскоязычного населения входят также многие этнические евреи..
Как правило, австрийское руководство в управлении регионом опиралось на польскую часть населения. Это вызывало недовольство украинцев, которые вели культурное и политическое противостояние с поляками. Ситуация обострилась накануне Первой мировой войны.

### Ситуация в октябре 1918 года
После поражения Австро-Венгрии и Германии в Первой мировой войне начался распад Австро-Венгрии. Распаду предшествовал кризис центральной власти, экономики, социальной сферы. Уже летом 1918 года, после того, как Австро-Венгрия де-факто признала УНР, произошла активизация галицийских украинцев. Так, 16 июля на съезде украинцев во Львове делегаты пришли к выводу, что «распад монархии особенно сильно прогрессирует на протяжении последних трёх месяцев».
В октябре после массовых забастовок началось формирование Национальных советов — местных органов власти, которые должны были обеспечить права того или иного народа. 7 октября Регентский совет в Варшаве заявил о плане восстановления независимости Польши, и 9 октября польские депутаты австрийского парламента приняли решение об объединении в составе Польши бывших земель Речи Посполитой, включая Галицию. В ответ на это уже 10 октября украинская фракция во главе с Евгением Петрушевичем приняла решение созвать во Львове Украинский национальный совет — парламент украинцев Австро-Венгрии. Этот Совет был создан 18 октября. Председателем его считался Евгений Петрушевич, ведший в то время дипломатическую работу в Вене; фактически же на месте работу вела Галицийская делегация совета во главе с Костем Левицким.

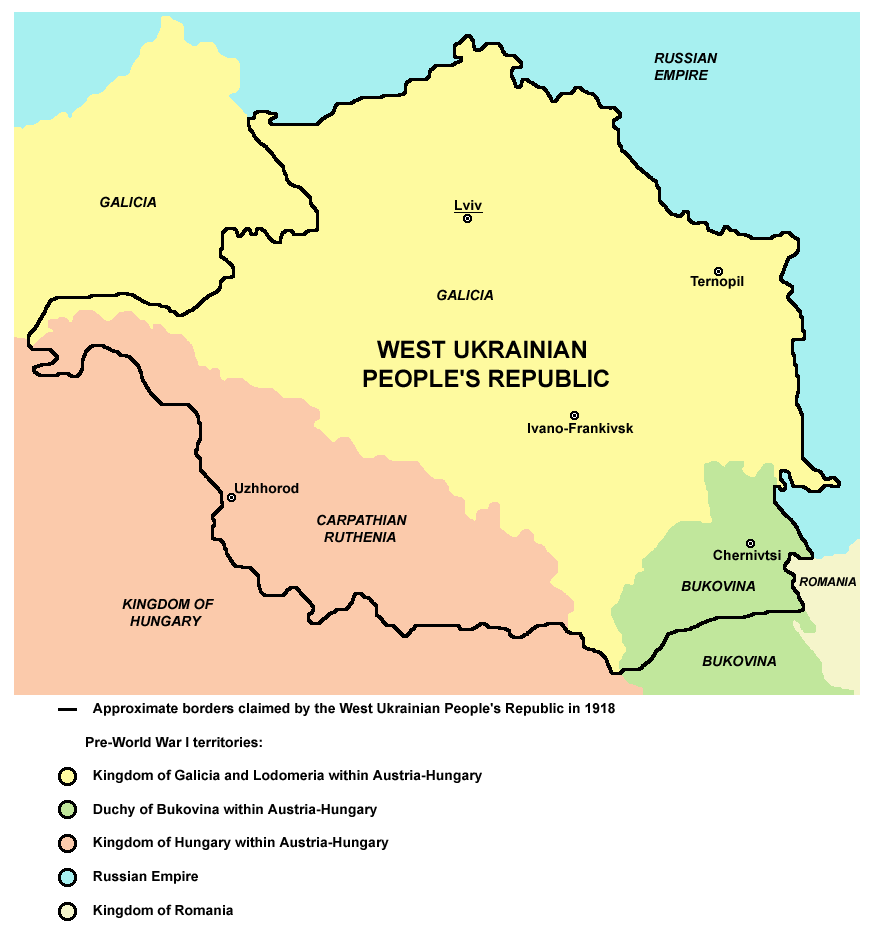
Территории, на которые претендовала ЗУНР

Совет провозгласил своей целью создание украинского государства на восточной территории бывшей Австро-Венгрии. Опорой Совета были украинские национальные части австрийской армии — полки сечевых стрельцов. В то же время поляки, привыкшие считать всю Галицию польской землёй, надеялись на её присоединение к Польше. Созданная в Кракове польская Ликвидационная комиссия (для польских областей империи) намеревалась переехать в Львов и там провозгласить присоединение к возрождённой Польше польских провинций Австро-Венгрии (Малой Польши и Галиции). Провозглашение украинского государства было намечено на 3 ноября, однако известие о планах краковской комиссии заставило украинцев поспешить.
Подобные процессы шли и на других территориях, на которые претендовало украинское руководство. Так, на Буковине появился румынский орган местного самоуправления, который хотел объединить край с Румынией. В Закарпатье шла борьба между сторонниками присоединения региона к России, Венгрии, Чехословакии и Галиции под руководством украинского правительства, а также сторонниками полной независимости края. Кроме этого в Галиции возникли две республики лемков — Русская народная республика лемков и Республика Команча — и одна польская — Тарнобжегская республика.

## Силы сторон и вооружения

### Западно-Украинская народная республика
К концу 1918 года в ЗУНР начали возникать и самоорганизовываться боевые группы. В январе 1919 Евгений Петрушевич распорядился преобразовать эти группы в регулярную Украинскую Галицкую Армию. УГА состояла из трёх корпусов, каждый из которых включал по четыре пехотные бригады. Основу армии составила пехота. Общая численность армии к весне 1919 года составила 100 000 человек. Все части УГА были задействованы на польско-украинском фронте. Кроме УГА, на территории Волыни находились две ударные группы Украинской Народной Республики.

Эмблема польских ВВС в 1918 году

1 декабря 1918 года военное министерство ЗУНР (Государственный Секретариат Военных Дел) издал распоряжение сформировать подразделения украинской авиации. Выполнение этой задачи было возложено на Петра Франко, который в годы Первой мировой войны воевал на Балканском фронте в качестве лётчика-наблюдателя. Как для поляков, так и для украинцев было сложно найти исправные боеспособные самолёты. В Галиции к концу Первой мировой дислоцировалось незначительное число самолётов германского производства. Так, к началу войны близ Львова находилось 18 самолётов, из них только 2 имели возможность летать. Часть самолётов ЗУНР полулегально вывезла из УНР. Это были французские самолёты Nieuport, ранее принадлежавшие 3-му Одесскому авиационному дивизиону УНР. Позже Симон Петлюра уже легально предоставил ЗУНР ещё 20 самолётов различных марок.

### Польша
Со стороны Польши на польско-украинском фронте сражалась особая группа войск «Восток», созданная 15 ноября. В группе к концу 1918 года были сосредоточены 21 000 солдат и 50 артиллерийских орудий; к марту 1919 эти числа возросли до 37 500 человек и 200 орудий. К середине 1919 года в Галиции всего было сосредоточено 190 000 человек. В группу «Восток» входили львовские части, части Беккера, Яроша, Зелинского, Слупского, Свободы, Гуперта-Мондельского, Вечеркевича, Минкевича, Вербецкого и Кулинского. Кроме того, весной 1919 года в Галицию прибыла Голубая армия Юзефа Халлера, вооружённая французскими танками и самолётами.
Военная техника и авиация Польши были австрийского и германского производства. То, что оказалось на польской территории к моменту провозглашения независимости государства в ноябре 1918 года, использовалось поляками в войне против ЗУНР. Из авиации поляки имели в основном самолёты германских марок, также были захвачены несколько единиц бронетехники и один бронепоезд. Позже всё это было применено в боях за города Галиции, в частности за Львов. Так, первый вылет польских ВВС состоялся 5 ноября над Львовом, цель — бомбёжка кварталов, контролировавшихся украинцами.

## Ход войны

### Уличные бои в городах Галиции

#### Овладение украинцами Галицией. Бой за Перемышль

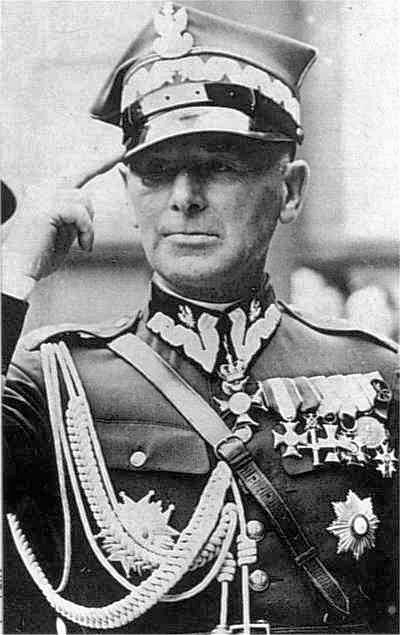
Эдвард Рыдз-Смиглы

В ночь на 1 ноября 1918 года 1500 вооружённых солдат и офицеров австро-венгерской армии украинского происхождения без предупреждения вошли во Львов. Вооружённые формирования украинцев за одну ночь заняли все важнейшие учреждения города: здание австрийского штаба военного командования и здание управления королевством Галиции и Лодомерии, Сейм королевства Галиции и Лодомерии, железнодорожный вокзал, казармы армии и полиции, почту. Украинские формирования застали гарнизон города врасплох, поэтому тот практически не оказывал сопротивления. Все австрийские солдаты были разоружены, генерал-комендант города был взят под арест, предварительно сложив свои полномочия. Штаб украинских войск расположился в Львовском Народном доме.
Австрийцы в такой ситуации объявили о нейтралитете. Утром город полностью контролировался украинскими войсками. В ту же ночь власть бескровно перешла в руки украинцев в Станиславове (Ивано-Франковске), Тарнополе (Тернополе), Золочеве, Сокале, Раве-Русской, Коломые, Снятыне, Печенежине, Бориславе и др.
Поляки Галиции не ожидали такого поворота событий. Они надеялись, что в ближайшее время Галиция бескровно войдёт в состав возрождающейся Польши. Поэтому 1 ноября в Перемышле произошли первые столкновения между польскими отрядами милиции и нерегулярными вооружёнными формированиями поляков с одной стороны и формированиями украинцев с другой. Поводом к началу военных действий послужил инцидент 2 ноября у железнодорожного вокзала, в результате которого погибло 7 украинцев. 3 ноября в Перемышль вошли 220 вооружённых украинских крестьян из окрестных сёл, которые выбили польскую милицию из города. В ходе сражения крестьяне смогли арестовать австрийского коменданта города и командующего отрядами польской милиции. На протяжении одной недели в Перемышле сохранялось относительное спокойствие. Город контролировался украинскими отрядами, в которые было призвано ещё 500 человек.
10 ноября с запада к Перемышлю подошли регулярные польские войска, которые насчитывали 2000 человек пехоты, несколько бронемашин, один бронепоезд и несколько артиллерийских орудий. Украинцы, противостоявшие им, имели 700 человек пехоты и 2 орудия. На подступах к Перемышлю развязался бой, в результате которого город перешёл под контроль польской армии. Взятие Перемышля поляками позволило им развернуть наступление на Львов, где шли интенсивные уличные бои.

#### Бой за Львов
Бои во Львове начались на день позже, чем в Перемышле. Утром 1 ноября, сразу после перехода власти в городе в руки украинцев, польские лидеры Львова объявили о начале мобилизации. Одновременно началось укрепление польских кварталов города. В первой половине дня сохранялась напряжённая ситуация, хотя столкновений не происходило. Во второй половине дня польские формирования превратили Львовский политехнический институт и собор святого Юра в укреплённые пункты для сбора призывников. Улицы вокруг этих зданий были перегорожены баррикадами.

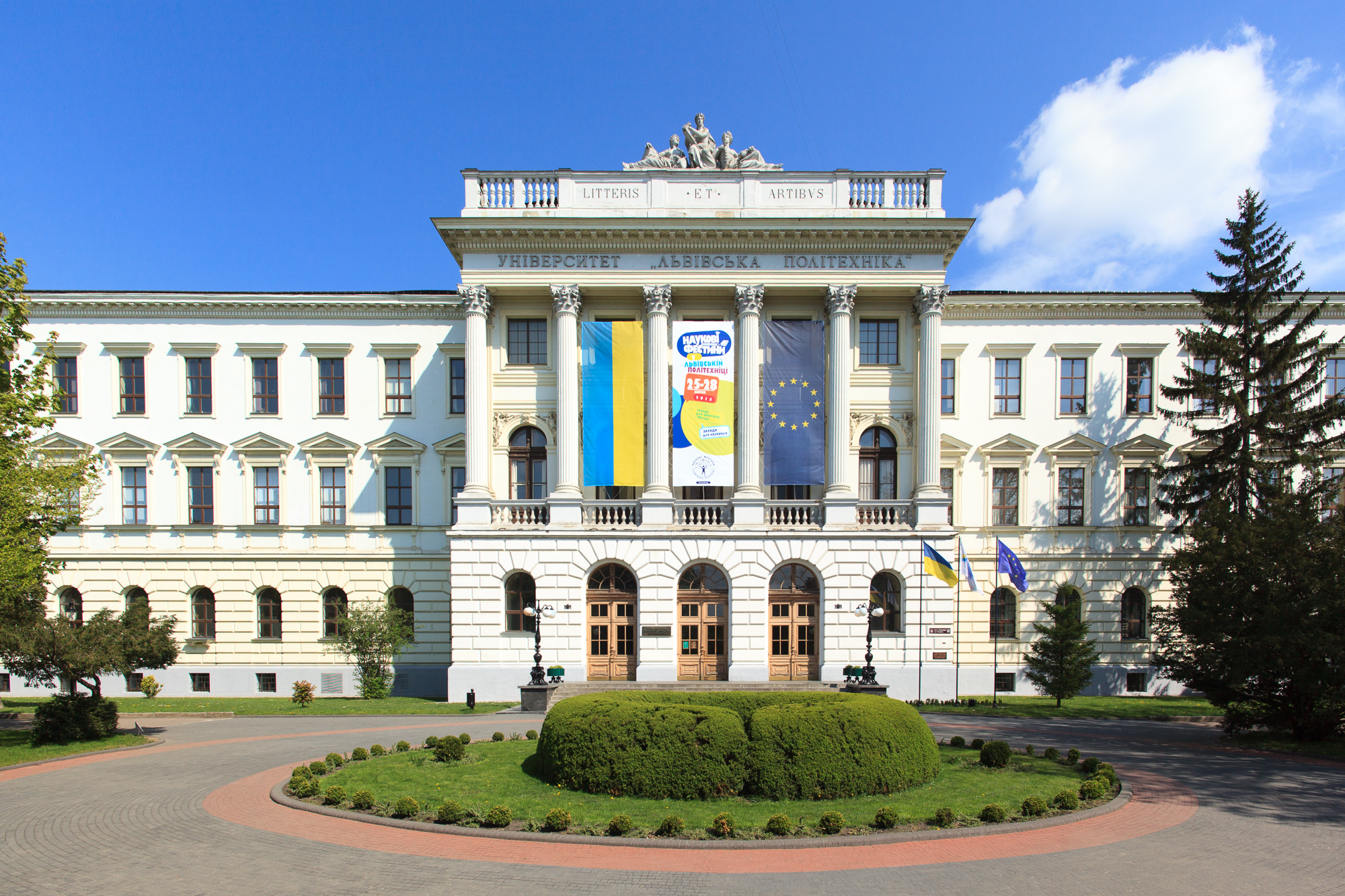
Львовский политехнический институт в наши дни

Тем временем украинские власти Львова не могли прийти к совместному решению, как отреагировать на «польскую активность в городе». Несмотря на это, и с украинской стороны начались приготовления к боям. В ночь с 1 на 2 ноября в городе установилось затишье, которое и украинцы, и поляки использовали как время для накапливания сил.
Ранним утром 2 ноября во Львове раздались первые выстрелы. В разных частях города начались бои, которые приобрели ожесточённый характер возле вокзала, товарной станции, складов оружия и продовольствия. В результате поляки овладели этими ключевыми точками, что им позволило дополнительно вооружить ещё 3000 человек. Первоначально сопротивление украинским сечевикам оказывали только 200 ветеранов мировой войны из Польской Организации Войсковой, имевших 64 винтовки и базировавшихся в школе имени Сенкевича на западной окраине города; однако уже на следующий день ряды польских защитников Львова насчитывали 6000 человек, из них 1400 подростков — харцеров, гимназистов и студентов, получивших за свою храбрость прозвище «львовских орлят» (наиболее известный среди них — тринадцатилетний Антос Петрикевич, погибший в бою и посмертно удостоенный ордена Виртути Милитари). Несмотря на бои, в тот же день между поляками и украинцами начались переговоры о выработке совместных соглашений и прекращении огня. Переговоры провалились, и 3 ноября уличные бои возобновились. К тому дню полякам удалось мобилизовать ещё 1150 солдат, которым противостояло 2050 бойцов украинских формирований. Но у поляков было численное превосходство в количестве профессиональных бойцов и офицеров, тогда как на украинской стороне преимущественно воевали рядовые.

#### Усиление польских войск во Львове
Украинский комендант города был избран ещё в ночь с 1 на 2 ноября, поэтому поляки решили избрать своего коменданта. Им 3 ноября стал Чеслав Мончинский. Одновременно был создан Народный польский комитет. В тот же день польские формирования предприняли рейд на центр Львова, который был отражён украинцами. Тем временем с востока в город вошла группировка из 1000 солдат украинских сечевых стрельцов под командованием Грыця Коссака, которые уже 4 ноября были брошены в бой под железнодорожной станцией. 5 ноября поляки отбили атаку украинцев и сами перешли в наступление. В результате уличных боёв центр Львова был окружён польскими формированиями с трёх сторон — с юга, запада и севера. В центре находились украинские власти города и всей Галиции.

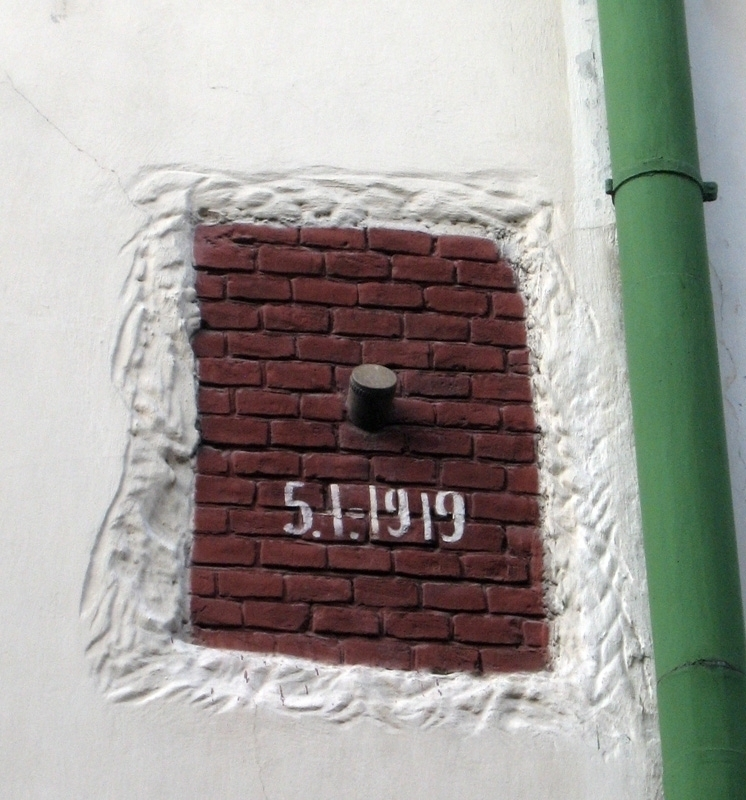
Неразорвавшийся украинский снаряд, застрявший в стене Преображенской церкви во Львове

С 5 по 11 ноября велась позиционная война возле центра Львова. Крупные сражения велись возле львовской Цитадели, казарм и кадетской школы. Все попытки сторон начать переговоры прерывались, так как каждый из противников считал город исконно своим. 12 ноября украинцы прорвали фронт, и поляки начали отступление от центра города. 13 ноября во Львове было провозглашено создание Западно-Украинской народной республики, президентом которой стал Евгений Петрушевич. Тем временем поляки прорвались в южную часть Львова, остановив наступление украинцев на окраины города и выйдя в тыл частям украинских войск. 14 ноября фронт снова изменился: украинцы вошли в северные кварталы города, выбив оттуда поляков. 15 ноября польские войска на автомобилях ворвались в северные кварталы Львова, вновь вернув контроль над ними. 16 ноября бои опять стали позиционными.
После долгих, безуспешных для обеих сторон боёв за Львов начались переговоры. 17 ноября во Львове был подписан договор о прекращении огня на два дня. За эти два дня правительство ЗУНР обратилось к нетронутым войной провинциям республики с просьбой прислать подкрепления. Но плохо организованная система мобилизации не позволила вовремя прислать в город дополнительные силы, поэтому прибывавшие в последующие дни во Львов бойцы не смогли переломить ситуацию в пользу украинцев. Тем временем поляки, которым неделей ранее удалось овладеть Перемышлем, прислали по железной дороге во Львов 1400 пехотинцев, 8 артиллерийских орудий и 11 пулемётов. Также в город прибыл польский бронепоезд. Это сильно изменило соотношение сил в городе. Теперь превосходство было на стороне поляков — 5800 человек, когда украинцы имели всего 4600 человек, из которых половина была непрофессиональными волонтёрами. Теперь бои шли между двумя полноценными армиями, польской и украинской, которые успели к тому моменту сформироваться, а не между полупрофессиональными нерегулярными формированиями.

### Формирование фронта

#### Отступление украинцев из Львова

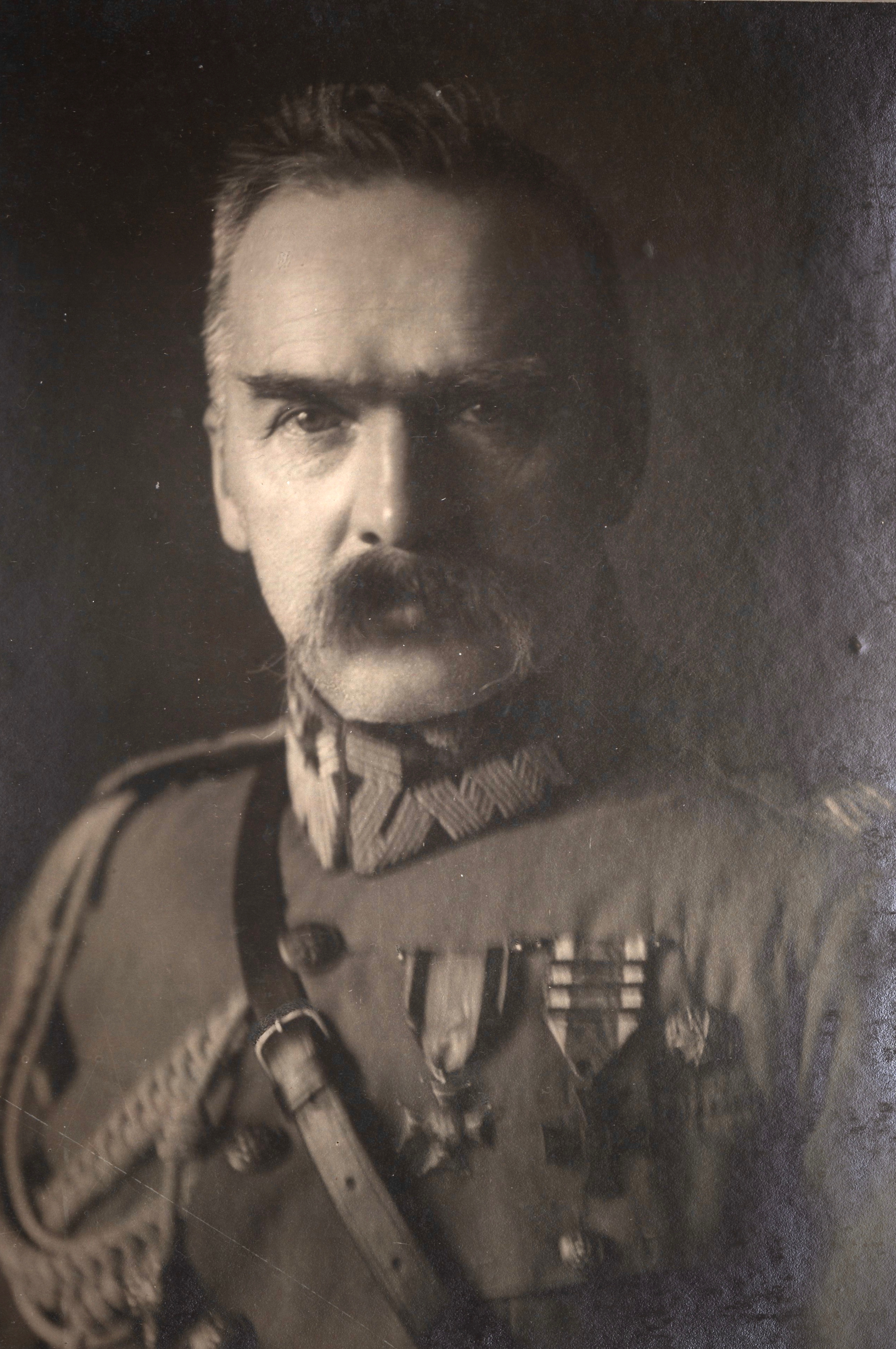
Юзеф Пилсудский

21 ноября срок перемирия истёк. В 6 часов утра поляки начали общее наступление. Польский 5-й пехотный полк под командованием майора Михаля Токаржевского-Карашевича (львовянина родом) прорвался во Львов со стороны Перемышля, благодаря чему поляки приобрели перевес и к вечеру взяли в кольцо украинцев в центре Львова. Поляками было занято кладбище — стратегически ключевой пункт в городе. В ночь на 22 ноября полковник Стефанов приказал украинским частям покинуть Львов. Украинские части сосредоточились в 30 километрах к югу, востоку и северу от города, взяв его в осаду.
Утром поляки вошли в центр города. Однако польское командование было разочаровано тем, что смогло упустить 4000 человек противника из «котла». Сразу после взятия города во Львове произошёл еврейский погром. В польско-украинском противостоянии галицийские евреи сохраняли нейтралитет. В результате погрома 500 евреев получило ранения разной степени, ещё около 70 были убиты.
Тем временем в украинской части Галиции с 22 по 25 ноября состоялись выборы 150 членов Украинского Национального Совета, который должен был выступать в качестве законодательного органа ЗУНР. Почти треть мест была зарезервирована для национальных меньшинств (в первую очередь — поляков и евреев). Поляки выборы бойкотировали, в отличие от евреев, составивших почти 10 % от состава депутатов.
В память о про-польских защитниках города в 1920-е годы был возведен мемориал на Лычаковском кладбище, откуда в 1925 году в Варшаву был вывезен прах погибшего во Львове солдата, где он был перезахоронен в могиле Неизвестного солдата.

#### Затишье. Открытие фронта на Волыни и поход в Закарпатье
С середины ноября началось формирование украинско-польского фронта общей длиной около 200 километров от Волыни на севере и до румынской границы на юге. Такая длина была обусловлена многочисленными восстаниями поляков и украинцев не только в крупных городах, но и в небольших населённых пунктах Галиции. К концу ноября фронт проходил по линии река Тесная — Хыров — Перемышль — восточные окраины Львова — Ярослав — Любачев — Рава-Русская — Белз — Крылов.
5 декабря 1918 года состоялось сражение за Хыров, в котором приняло участие 2000 поляков и 1000 украинцев. Хотя перевес был на стороне войск Польши, украинцам удалось овладеть городом. Благодаря этому они смогли развернуть наступление на Перемышль. 9 декабря украинские части вплотную подошли к городу, но не смогли взять его, так как город был мощной крепостью бывшей австро-венгерской армии. Поляки воспользовались этим, и 12 декабря развернули контрнаступление от Перемышля к Хырову. 16 декабря в ходе боёв с украинцами поляки вновь овладели Хыровом. До января 1919 года линия фронта не менялась (кроме Волыни), на фронте зимой наблюдалось затишье.

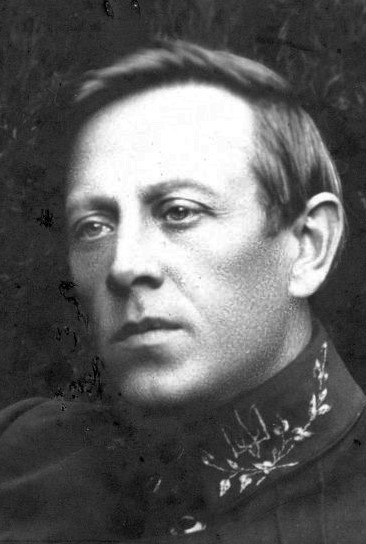
Симон Петлюра

3 января 1919 года польские силы вошли на территорию Волыни, которую покидали германские оккупационные войска. К 14 января все ключевые населённые пункты региона контролировались поляками. В ходе похода на Волынь польские войска столкнулись с вооружёнными формированиями Директории УНР, которые оказали полякам сопротивление, но вынуждены были отступить. На это немедленно отреагировал Симон Петлюра, который совместно с частями армии ЗУНР создал на Волыни Холмско-Волынский фронт и Северо-Западный фронт. Перед фронтами стояла задача отбросить польские войска за реки Буг и Сан, заняв Владимир-Волынский и Ковель.
Тем временем на юге польско-украинского фронта украинские войска предприняли попытку присоединить к ЗУНР Закарпатье. Воспользовавшись Чехословацко-венгерской войной, несколько батальонов украинской армии проникли в этот регион. К тому моменту на территории Закарпатья уже находились сразу три государства — желавшая войти в состав Украины Гуцульская Республика, претендовавшая на соединение с Чехословакией Подкарпатская Русь и автономия в составе Венгрии Русская Краина. Однако поход провалился, а военные действия ограничились незначительными боями с чехословацкими волонтёрами и венгерской полицией. Однако война с Чехословакией не была выгодна ЗУНР, поэтому украинские войска после нескольких дней пребывания в Закарпатье покинули этот регион.
В январе Евгений Петрушевич отдал распоряжение сформировать Украинскую Галицкую Армию из регулярных военных отрядов. Украинцы воспользовались затишьем для формирования этой армии и реорганизации войск.

### Активизация военных действий

#### Наступление польской армии
21 января войска Украинской Народной Республики численностью до 6500 человек при 8 орудиях двинулись к Ковелю и Владимир-Волынскому. 22 января в результате ожесточённых боёв украинские подразделения овладели городами. Однако Ковель и Владимир-Волынский находились под контролем украинцев недолго, так как в тылу ЗУНР и УНР шла борьба с большевиками. В конце января большевистские войска нанесли удар по войскам УНР в районе Полесья у Сарн, Коростеня и Ковеля. Этим воспользовались поляки, начав общее наступление на северной части всего польско-украинского фронта. Таким образом, украинские части на Волыни оказались «раздавленными» между двумя противниками — Польшей и большевиками. Несмотря на это, они смогли удержаться в этом регионе.
Следующее наступление польских войск на Волыни началось 3 марта и завершилось 8 марта. Регулярной польской армии активно помогали местные жители-поляки. Они действовали в тылу украинской армии, занимаясь диверсиями. В результате польские части взяли под контроль несколько населённых пунктов Волыни, но крупные города Луцк и Ровно по-прежнему удерживались украинцами.
6 января поляки из Равы-Русской нанесли удар по украинской группе войск «Север». Основной удар пришёлся по Жолкве в тылу украинцев, и группа УГА «Север» понесла огромные потери. В результате наступления 11 января группа Ромера пробилась к Львову. Однако украинцы быстро восстановили свои силы и вновь заняли Жолкву, захватив там польские обозы с продовольствием и боеприпасами, шедшие за Ромером. В ответ поляки предприняли попытку помочь подразделениям Ромера, атаковав украинские войска севернее Львова. Атака провалилась.
Одновременно происходил процесс объединения ЗУНР с УНР, точнее, с Директорией Симона Петлюры. Объединение было провозглашено 3 января; 22 января был подписан «Акт Злуки», и ЗУНР вошла в состав УНР в качестве Западной области Украинской Народной Республики. 28 января, после торжественного митинга в Киеве и официальном объявлении о воссоединении Украины, Петлюра направил в ЗУНР оружие, боеприпасы и нескольких военных руководителей. Однако помощи от Петлюры хватило ненадолго. Уже в феврале части УГА почувствовали острую нехватку боеприпасов.

#### Вовчуховская операция. Мирные переговоры
В феврале боям под Львовом вновь стало уделяться большое внимание с обеих сторон. Украинцы хотели взять город, который считали столицей ЗУНР. Тем временем Польша не могла должным образом обеспечивать свои части в Галиции из-за нескольких пограничных конфликтов с Чехословакией, чем воспользовалось командование УГА.
Для штурма Львова полковниками УГА Мишковским и Какуриным начал разрабатываться план Вовчуховской операции. Основной удар должен был быть нанесён в направлении Львова из села Волчухи. Командование УГА считало, что город нужно взять любой ценой, не считаясь с потерями. После взятия Львова планировался штурм Перемышля, после чего можно было начать переговоры с Польшей при поддержке миссии Антанты.
16 февраля украинские войска нанесли удар в направлении Львова. После ожесточённых боёв 18 февраля УГА перерезала железнодорожную линию из Перемышля во Львов, лишив польские войска поддержки из Польши. Из-за этого во Львове началась паника, командующие польской армией готовились к добровольной сдаче города. Одновременно украинцы развернули наступление на Раву-Русскую. В связи с обострившейся ситуацией из Польши на Львовский фронт было срочно отправлено 10 500 бойцов. 20 февраля подкрепления добрались до линии фронта, и поляки перешли в контрнаступление. 23 февраля была восстановлена линия фронта, существовавшая до Вовчуховской операции.

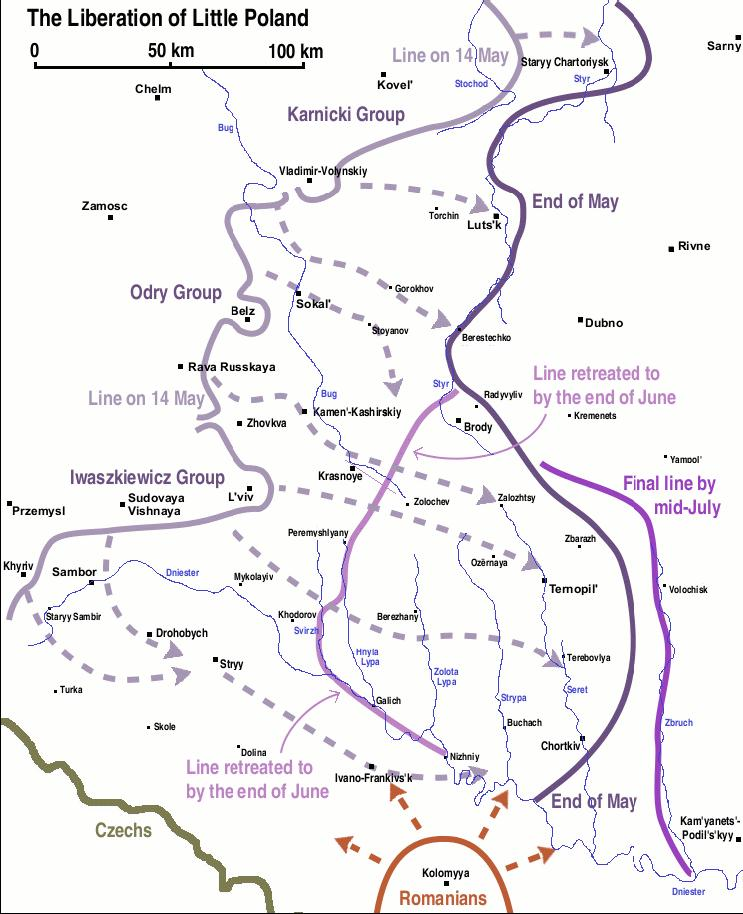
Финальная стадия Польско-украинской войны в 1919 году

В тот же день во Львов прибыла миротворческая миссия Антанты, главной целью которой было создание демаркационной линии в Галиции между поляками и украинцами и прекращение войны. Миссию возглавлял генерал Жозеф Бартелеми. Несмотря на свои мирные цели, миссия привезла для польской армии 100 пулемётов, 18 самолётов и 10 000 винтовок.
После прибытия в Галицию Бартелеми предложил свою линию раздела Галиции, при этом Львов и Дрогобыч переходили Польше, что не устраивало ЗУНР. От польской армии генерал требовал отойти из Галиции к Западному Бугу. 2 февраля состоялись переговоры Бартелеми с правительством ЗУНР, где украинская делегация категорически отказалась принимать условия оппонента. Следующий этап переговоров состоялся 22 февраля в Ходорове, куда приехал и Симон Петлюра. Эти переговоры провалились, причём их провал серьёзно отразился на УНР. Недавно проведённое объединение ЗУНР и УНР фактически обнулилось из-за ссоры Петлюры с западно-украинским правительством по поводу мира с Польшей. Несмотря на это, Антанта 24 февраля смогла добиться в Галиции перемирия, и в последующие дни переговоры ЗУНР с Польшей возобновились. 28 февраля третий этап переговоров провалился, и ЗУНР полностью порвала отношения с Польшей.

### Весна 1919 года

#### Возобновление войны
После нескольких дней перемирия на фронте вновь стало неспокойно. 2 марта начались локальные бои на разных участках фронта, а 7 марта поляки перешли в наступление у Львова. Однако уже на следующий день украинцы перешли в контрнаступление, в ходе которого были взяты окраины Львова и село Вовчухи. 9 марта в бой вступили сечевые стрельцы, которые начали штурм Львова. 11 марта штурм прекратился и Львовский фронт стабилизировался, а 15 марта во Львов полякам прибыло подкрепление. В тот же день польская армия снова начала наступление под Львовом, завершившееся 18 марта. Польское наступление вернуло Львовский фронт на линию начала марта. В ночь с 16 на 27 марта польские части под Львовом штурмовали Янов и Яворов. В результате один корпус УГА отступил из этих сёл на восток.
Тем временем в тылу УГА началась борьба между социалистами и политическими лидерами ЗУНР. Борьба привела к разложению частей Галицкой армии, а на 14 апреля пришёлся пик борьбы, когда в Дрогобыче восстали украинская милиция и части УГА. К тому же в тылу украинцев постоянно шла партизанская борьба местных поляков против ЗУНР.

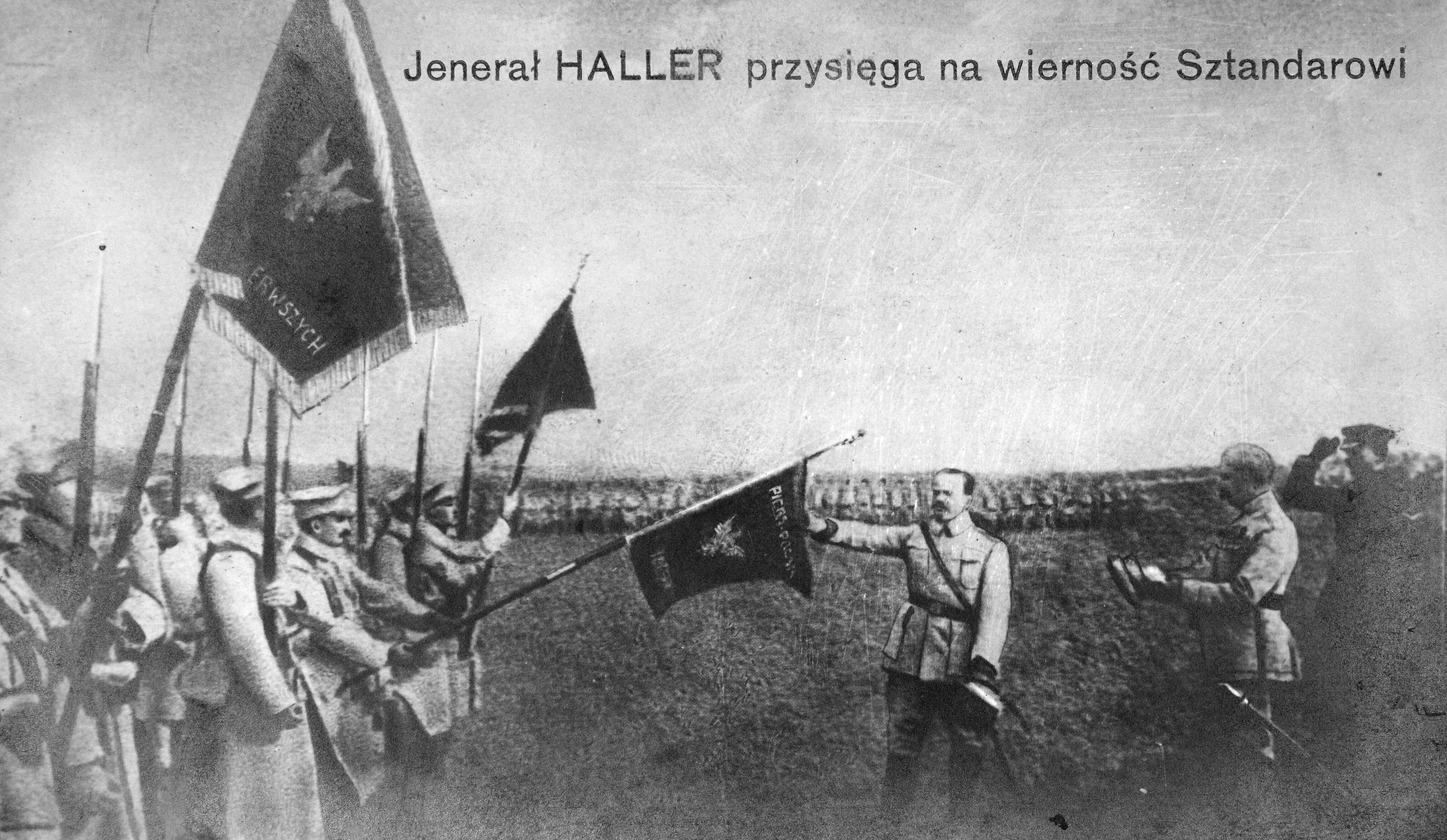
Юзеф Халлер со своей армией во Франции на тренировках

Кризис в стране заставил правительство ЗУНР обратиться к Польше с предложением мира. Для ускорения мирного процесса ЗУНР отвело некоторые части на линию Бартелеми, уступив полякам окрестности Львова и некоторые другие регионы Галиции. Большую роль в примирении ЗУНР с требованиями Польши сыграло грядущее прибытие хорошо обученной и укомплектованной армии Юзефа Халлера из Франции. Голубая армия, как она называлась на Западе, подчинялась напрямую Франции и имела на вооружении около сотни танков, против которых не могли противостоять украинская пехота и кавалерия. Антанта, формируя армию, перед её передислокацией в Польшу ставила польскому военному руководству одно условие: использовать её исключительно против Красной Армии. Сам Халлер, как и Пилсудский, не собирались выполнять это условие, уверяя Антанту в том, что «все украинцы являются большевиками или чем-то вроде этого».
Получив в своё распоряжение такие силы, польское командование планировало начать наступление двумя дивизиями Голубой армии на Дрогобыч и Борислав, а ещё две дивизии должны были наступать в направлении Брод. Этим маневром поляки планировали полностью уничтожить весь Первый корпус Галицкой армии украинцев, выйдя ему в тыл. Ещё две дивизии направлялись на Волынь для боёв с союзником ЗУНР — УНР.

#### Общее наступление польских армий
Уже в конце марта — начале апреля руководство ЗУНР начало обращаться к европейским государствам с просьбой стать посредниками в украинско-польском конфликте и помочь помириться с Польшей. Так, митрополит Украинской грекокатолической церкви Андрей Шептицкий обратился к папе римскому с предложением вмешаться в конфликт. Всё это время на фронте шли локальные окопные бои, а 1 мая в Печенежинском уезде в тылу у польской армии произошло восстание украинцев.
12 мая Антанта предприняла ещё одну попытку установить в Галиции мир, предложив новый проект раздела Галиции. Однако руководство Польши не пошло на уступки, уверенное в том, что с новой армией Халлера легко сломит украинское сопротивление и ликвидирует ЗУНР. Одновременно командование польских войск стало готовить общее наступление на всём фронте, формируя ударные группы и перегруппируя войска.

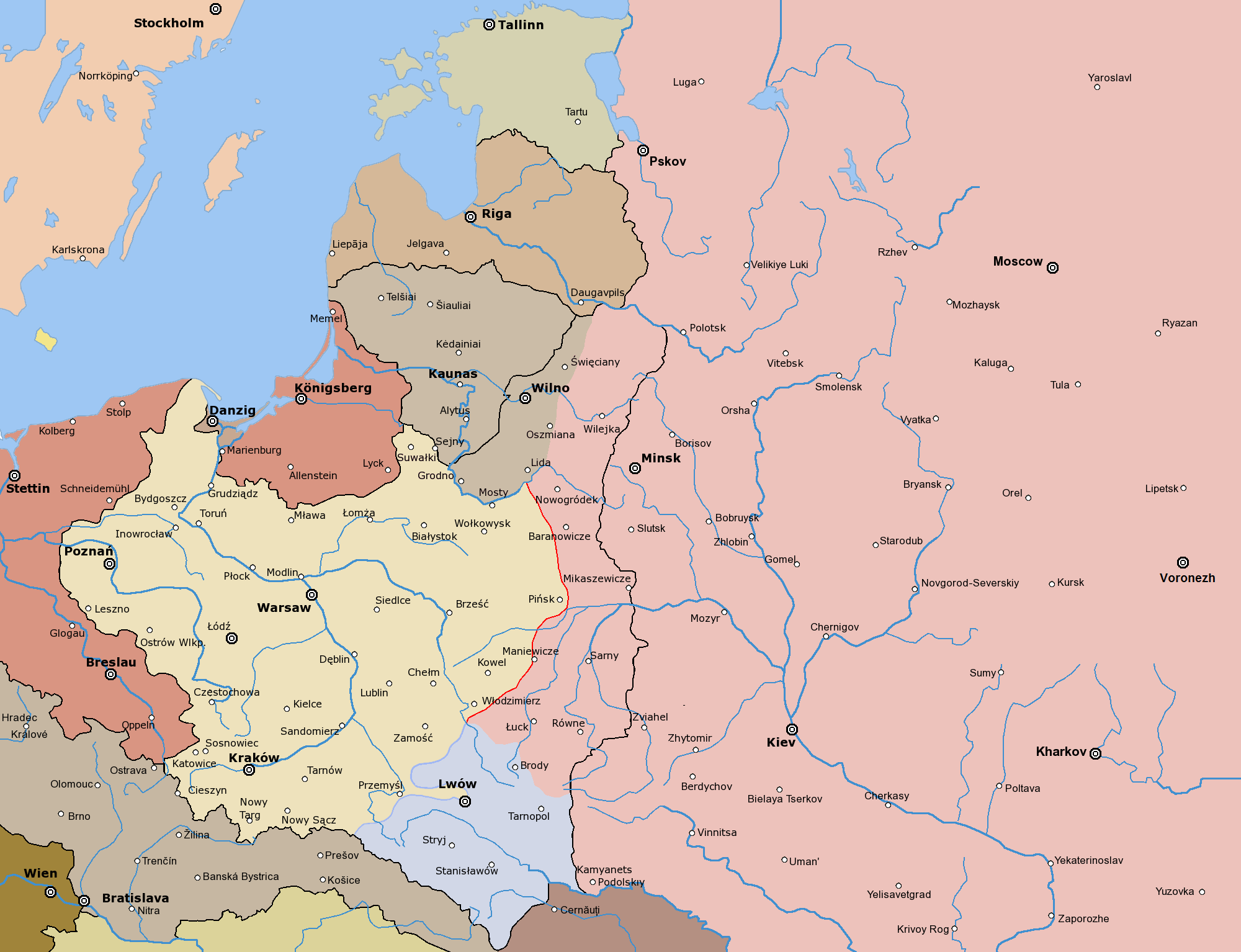
Положение в Восточной Европе и Галиции в марте 1919 года

14 мая, через два дня после провала очередных переговоров, 5000 польских солдат при 19 артиллерийских орудиях перешли в наступление на Броды и Коломыю. Вечером того же дня поляки заняли эти города, отбросив части УНР к Луцку. Тем временем Первый корпус польской армии численностью 27 000 человек наступал на Броды и Сокаль, ему противостоял Первый корпус Галицкой армии украинцев. 16 мая Первый корпус УГА был уничтожен двумя ударами польской армии из Львова и Равы-Русской. На Волыни тем временем капитулировал Луцк. Поляки вошли в город, взяв в плен 1100 солдат и офицеров и 4 генерала, а также ликвидировав штабы Серого корпуса и Холмской ударной группы. Солдаты УГА с Волыни и из бывшего Первого корпуса начали спешное отступление к Тарнополю (Тернополю). Те украинские части, которые ещё держались на позициях, чувствовали нехватку провизии, боеприпасов и резервов. В тылу Второго корпуса УГА уже шли бои.
Тогда же поляки нанесли удар 3-й и 4-й дивизиями армии Халлера по Третьему корпусу УГА. Также 2000 человек нанесли удар южнее Самбора. Однако командование УГА распорядилось не обороняться, а атаковать вражеские позиции. Подчинившись этому приказу, курень «Глубокий» контратаковал наступающих поляков в направлении Хырова. Дезорганизованная этим же приказом Горная бригада осталась в стороне от боёв, и когда Третий корпус УГА был разбит, а его части отступали, она оказалась глубоко в тылу у поляков. В последующие дни эта бригада пересекла Карпатские горы и ушла в Чехословакию, где была интернирована.

#### Коллапс в УГА
В тылу у наступавших польских войск осталось множество городов, которые по-прежнему контролировались украинцами, и остатки корпусов УГА, которые всё ещё продолжали оставаться на позициях с потерями более 60 % личного состава. Из-за стремительного наступления поляков украинцы даже не успели разрушить коммуникации, что позволило польской армии продолжать наступление. Один из украинских очевидцев вспоминал: «идут целые группы и одинокие бойцы, идут полями, огородами. Все одновременно бегут с оружием… Нет сил, чтобы это бегство задержать… Это паника, которая бывает на войне, это добровольное бегство с позиций, потеря всякой дисциплины».

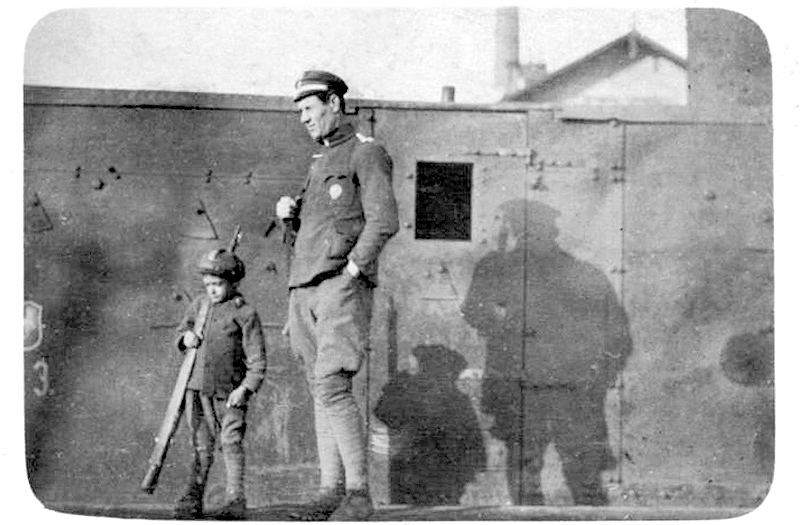
Польский бронепоезд, охраняемый одним из солдат POW

18 мая развернулось наступление поляков на Борислав и Дрогобыч, одновременно части УГА предприняли попытку отбить Самбор. Но атака украинцев была отбита, и 19 мая польские войска вошли в Дрогобыч. Потеря ЗУНР нефтяных районов у Дрогобыча и Борислава привела к экономической изоляции республики. Крах ЗУНР сопровождался массовыми выступлениями польских партизан в тылу УГА и забастовками железнодорожников-поляков, что привело к транспортному коллапсу. Власть на местах отказывалась подчиняться центральным властям республики.
20 мая Третий корпус УГА окончательно прекратил своё существование. 6000 солдат бежало с позиций, ещё часть сдалась в плен полякам. Второй корпус, хотя был сильно деморализован, продолжал сопротивление в центре общего польско-украинского фронта. Корпус был окружён поляками с севера и юга, поэтому тоже начал отступление к Тарнополю (Тернополю), но более организованно.
Командующий УГА генерал Михайло Омельянович-Павленко приказал оставшимся частям также отойти к Тарнополю (Тернополю). Дело в том, что на польско-украинском фронте сложилась неблагоприятная для украинцев ситуация. В самом центре фронта был выступ длиной 310 километров, который обороняли 37 000 бойцов УГА при 200 орудиях. Противник в результате наступления окружил этот «выступ» с севера и юга, и в любую минуту мог прорвать фронт и уничтожить весь Второй корпус.

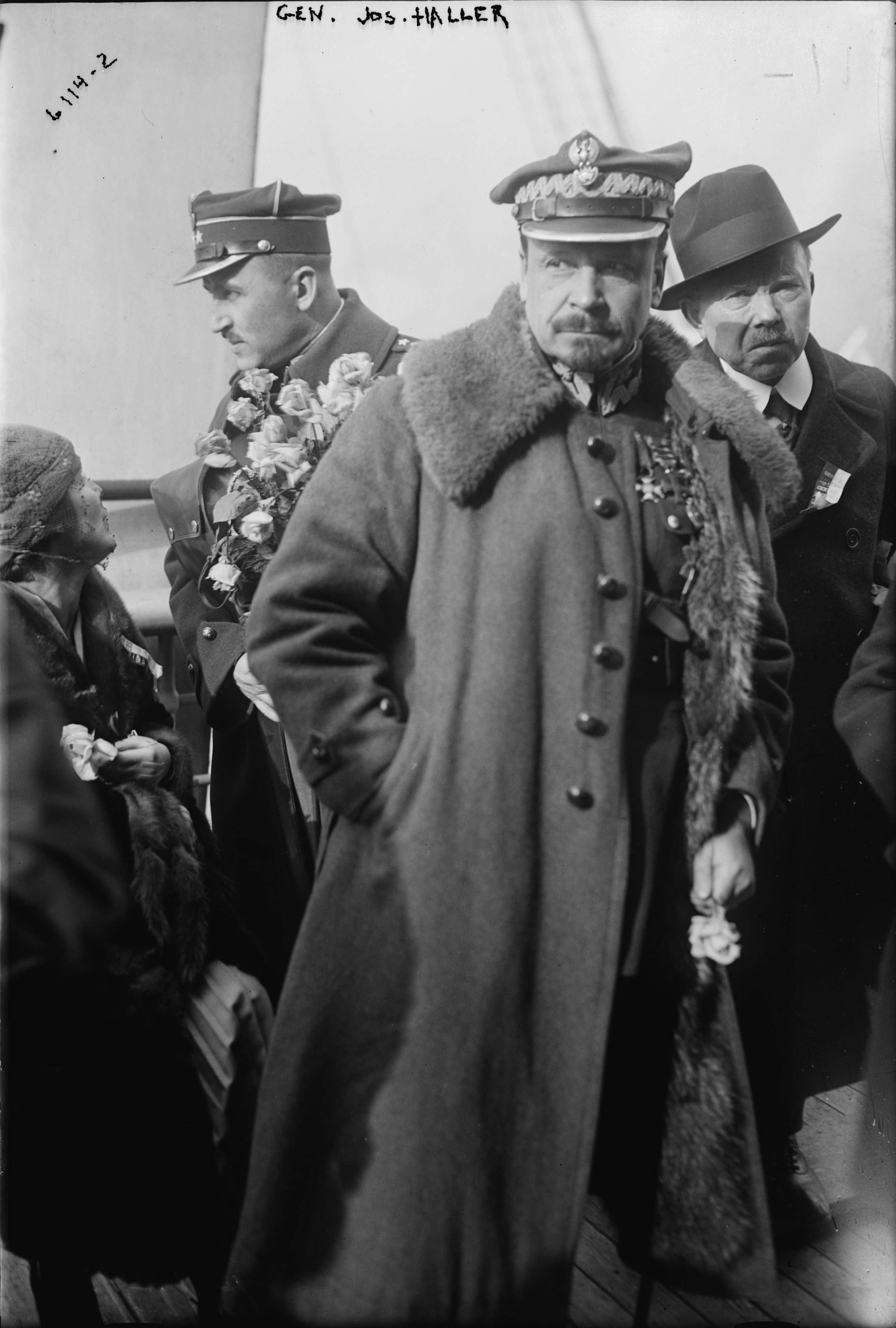
Юзеф Халлер

Пока украинская армия вела отступление, командование УГА разрабатывало новый план. Согласно этому плану, все части ЗУНР должны были перейти в регион между Днестром и Карпатскими горами. Там планировалось выровнять и уплотнить фронт. Река и горы должны были служить естественными преградами польской армии. Важным также было поддерживать связь с Чехословакией — единственным государством (кроме УНР), которое вело торговлю с ЗУНР. Удерживая фронт, командование ставило перед собой три задачи: вести партизанскую войну в тылу врага, столкнуть между собой Красную Армию и польские войска близ Львова и Тарнополя (Тернополя) и выжидать, пока противник не будет деморализован и ослаблен. Президент-диктатор ЗУНР Евгений Петрушевич категорически отказался утверждать этот план. Тогда Михайло Омельянич-Павленко демонстративно подал в отставку. Петрушевич отставку не принял.
Пилсудский и Халлер торопились с наступлением для того, чтобы полностью занять Галицию и выйти к границам Румынии. Это нужно было Польше для того, чтобы продемонстрировать Антанте факт окончательно свершившейся полонизации региона. Как считало польское правительство, страны Антанты в таком случае могли предоставить ей право на Галицию. Однако столкновения на чешско-польской границе заставили поляков перебросить некоторые силы в Силезию. Несмотря на это, на предложения украинской стороны о перемирии польское командование требовало полной капитуляции УГА и обещало наказать украинцев за военные преступления. Тем временем отступление УГА продолжалось, и 20 мая поляки вплотную подошли к Тарнополю (Тернополю). 26 мая украинцы покинули этот город. Однако изданная в Варшаве в 1920 г. книга «Первая польская война (собрание военных сообщений Генерального штаба за период от 26.XI.1918 г. дo 20.X.1920 r., дополненное сообщениями Главного Командования Войска Польского во Львове от 2.XI.1918 г. дo 23.XI.1913 г.)» сообщает, что занятие Тернополя произошло в ночь с 14 на 15 июля (в 3 часа ночи) и к вечеру того же дня выход на линию Трембовля-Янув-Тлусте (стр.136). 16 июля были заняты Збараж, Скалат и Залещики, на следующий день — Гусятин и выход к пограничной реке Збруч (с.137).

### Завершение войны

#### Румынское вмешательство
В конце мая польская армия продолжала своё наступление, заняв Броды, Подгайцы, Золочев и Радзивилов. В тылу УГА началось восстание поляков, которые помогли частям польской армии взять Станислав (Ивано-Франковск). Далее поляки взяли Калуш и Галич, выйдя к румынской границе и отрезав части УГА в Карпатах от частей у Днестра у города Одыня. Таким образом, войска УГА уже стояли у самой румынской границы.
Франция поощряла как Польшу, так и Румынию в их действиях против Советской России, УНР и ЗУНР. Оформился польско-румынский союз, выгодный французским дипломатам. Эти два государства преграждали путь большевиков на запад. Польша с самого начала войны с ЗУНР старалась перетянуть Румынию на свою сторону, чтобы открыть второй фронт. В конце мая Антанта дала согласие на вмешательство румынских войск в Польско-украинскую войну. Под предлогом борьбы с Венгерской Советской Республикой румынское правительство потребовало у ЗУНР передачи под его контроль железной дороги Ворохта — Снятын. Правительство ЗУНР не согласилось на такой шаг, что румынская сторона восприняла как повод для вторжения в республику.

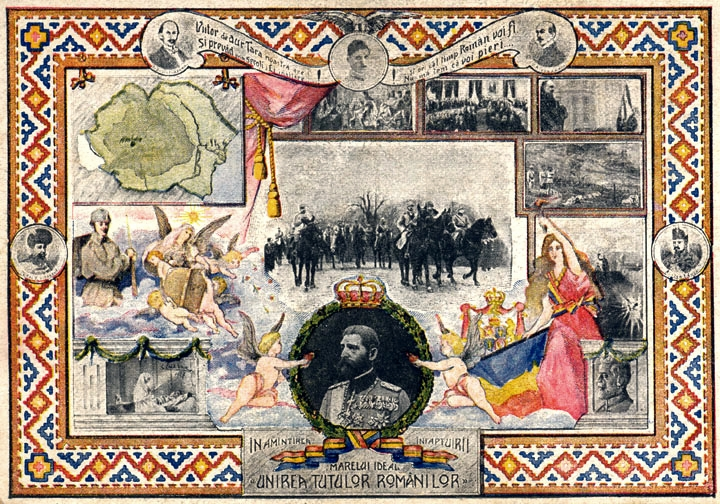
Румынская почтовая открытка, посвящённая созданию Великой Румынии

24 мая 8-я румынская дивизия переправилась через Днестр и без боя вошла в Коломыю, Снятын и Косов. Позже части УГА в Покутье и на Буковине вступили в несколько перестрелок с румынами, однако уже 27 мая покинули регион. Часть украинских войск попала в румынский плен.
Получив удар в тыл от румынской армии, УГА оказалась полностью деморализована. Так, польская разведка докладывала, что 80 % украинской армии разошлись по домам, а оставшиеся бойцы (поляки оценили их численность в 6000 — 10 000 человек) бежали с фронта в тыл к Днестру и готовы уйти в УНР. Юзеф Халлер посчитал, что война завершится через 3 или 4 дня, и уехал в Краков, передав командование польскими войсками в Галиции генералу Вацлаву Ивашкевичу. Теперь польское командование ставило перед своей армией задачу разгромить остатки УГА и к 5 июня выйти к Збручу.

#### Треугольник смерти. Чортковское наступление
1 июня польские войска вошли в Бережаны, а 2 июня очистили окрестности Тарнополя (Тернополя) от остатков УГА. При этом в качестве трофеев в руки польской армии попали 20 автомобилей, 20 артиллерийских орудий и 50 локомотивов. Руководство ЗУНР, опасаясь дальнейшего наступления поляков, эвакуировалось в Бучач. При этом одновременно начались бои поляков с Красной Армией. Наступление красноармейцев на Галицию отвлекло бо́льшую часть армии Польши от боёв с УГА. Тогда же обострилась ситуация на юге и востоке Польши. Лучшие польские части были передислоцированы на польско-германскую и польско-чехословацкую границу, а на Галицийском фронте остались лишь некоторые войска. Несмотря на упаднические настроения в УГА, польское командование недооценивало боеспособность украинской армии.
Сами остатки Украинской Галицкой Армии попали в «треугольник смерти» — пространство, ограниченное с трёх сторон реками Збруч, Днестр и железной дорогой Гусятин — Чортков. Периметр «треугольника» составлял 90 километров. Со всех сторон он был окружён противниками УГА — польскими и румынскими войсками, Красной Армией, отдельными белогвардейскими частями. Однако со временем положение стало улучшаться, так как части польской армии были переброшены на другие фронты. После недельной реорганизации и отдыха руководство УГА стянуло все силы армии к Чорткову. Были заново восстановлены Первый и Третий корпус. Евгений Петрушевич заменил командующего УГА: теперь вместо Омельяновича-Павленко им стал Александр Греков. Греков убедил руководство ЗУНР и УГА в том, что успешное наступление на Львов ещё возможно. 7 июня подготовка к операции завершилась, и 8 июня УГА перешла в наступление.

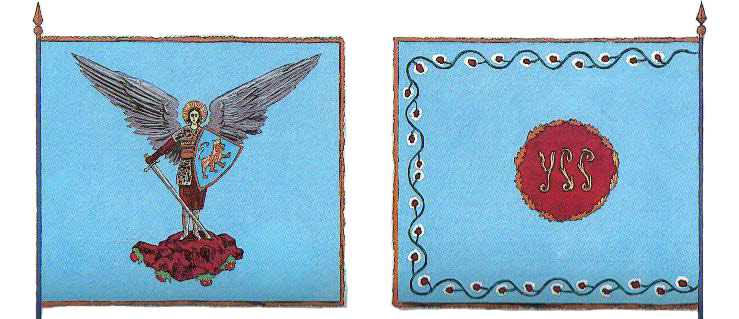
Флаг УСС

Уже 9 июня части УГА прорвали линию фронта, так как оставшаяся здесь небольшая польская армия была сильно растянута. Взятие Чорткова силами УГА, а также захват 150 пленных поляков, 50 пулемётов и 6 орудий вызвал энтузиазм среди солдат Галицкой армии. В тот же день были взяты Теребовля и Бучач. Поляки попытались остановить продвижение украинцев вглубь Галиции контрнаступлениями отдельных групп, но это не принесло результата.
14 июня украинцы вышли к Тарнополю (Тернополю). Ударная группа УГА, возглавляемая Тарнавским, и 1-я бригада УСС разбили 6 полков противника и вошли в город 15 июня. После Тарнополя части УГА атаковали в направлении Золочева, Брод, Зборова и Бережан, а Второй корпус наступал на Львов. 17 июня УГА вошла в Бережаны, а 21 июня польские части по всему фронту были изолированы друг от друга. 22 июня УГА взяла Броды и Золочев. Польское командование поняло, что если вовремя не оказать должного сопротивления, начнётся третий штурм Львова. Поэтому Юзеф Пилсудский лично прибыл во Львов и взял командование войсками группы «Восток» на себя.
На фоне Чортковского наступления украинской армии были завершены мирные переговоры между делегацией Украинской Директории, во главе с Сергеем Дельвигом и польскими представителями по которым стороны устанавливали между собой границу по, так называемой, линии Дельвига. Однако, практических последствий это не имело, так как диктатор Западно-Украинской народной республики Евгений Петрушевич не признал условий перемирия, и не остановил наступление галицких войск.

#### Ликвидация УГА
25 июня польская армия перешла в контрнаступление, форсировав реку Свирж. А 28 июня в 4 часа утра превосходящая украинскую польская армия начала наступление на всём фронте. Пилсудский лично наблюдал за происходящим, находясь у Гологиры. 29 июня Первый и Второй корпуса УГА были отброшены назад, а поляки вошли в Золочев. В польский плен попало 2000 украинцев.

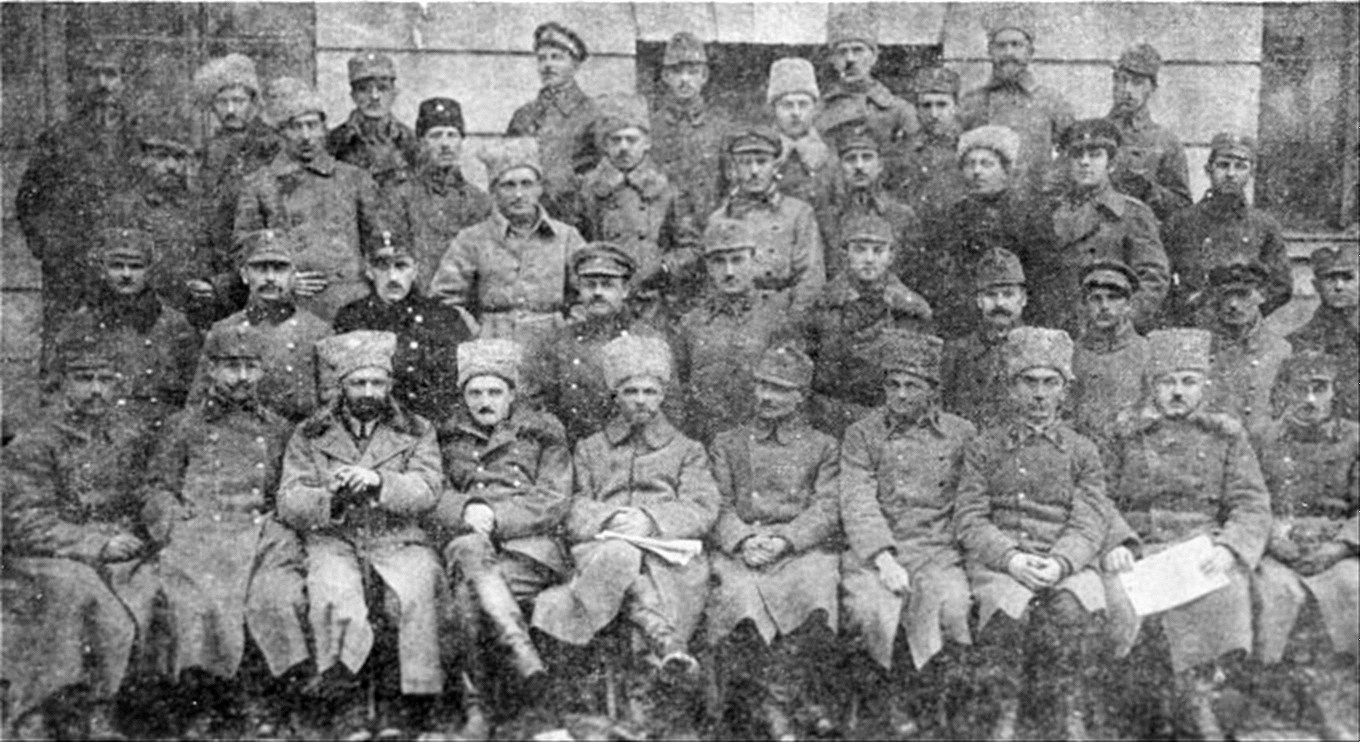
Верховное командование УГА в Ходорове, 1919 год

Тем временем командующий УГА генерал Греков приказал начать наступление на Львов Третьим корпусом. Одновременно в тыл к Третьему корпусу вышла 4-я польская дивизия, возвращавшаяся из Бендер. Украинское командование не могло предусмотреть такого резкого поворота событий. Третий корпус был сжат с обеих сторон польской кавалерией, но продолжал сопротивление.
4 июля Первый и Второй корпуса УГА после долгого отступления вышли к Збручу. С 5 по 7 июля шли позиционные бои, пока 8 июля польская армия не продолжила наступление. УГА была вновь загнана в треугольник смерти, а её части уже готовились к эвакуации из бывшей ЗУНР. Первая попытка пересечь Збруч окончилась неудачей: на том берегу УГА столкнулась с Красной Армией и вынуждена была вернуться на исходные позиции. Вторая попытка состоялась 16-18 июля, на этот раз вся УГА была эвакуирована из Галиции. Спаслось 50 000 украинских бойцов. На этом война завершилась.

## Последствия

### Политические последствия
Поражение УГА в войне с Польшей привело к установлению с июля 1919 года полной оккупации Восточной Галиции польскими войсками. Тем временем Буковина ещё в ходе войны вошла в состав Румынии, а Закарпатье стало частью Чехословакии. 21 апреля 1920 года Симон Петлюра от лица УНР договорился с Польшей о границе между государствами по реке Збруч. Однако он со своими войсками уже не мог контролировать территорию УНР, поэтому договор фактически не имел силы. На территории Украины в это время шла Советско-польская война, завершившаяся подписанием Рижского договора.
Рижский договор был заключён между Польшей, с одной стороны, и Российской СФСР, Украинской ССР и Белорусской ССР, с другой, 21 марта 1921 года в Риге. Согласно договору, Западная Украина и Западная Белоруссия вошли в состав Польши.
Совет послов Антанты первоначально признал за Польшей лишь право на оккупацию Восточной Галиции при условии уважения прав украинского населения и предоставления автономии. Этнические украинцы отказывались признавать польскую власть, бойкотировали перепись населения и выборы в сейм. Тем временем Польша, считаясь с международным мнением, декларировала уважение прав меньшинств и формально закрепила это в своей конституции. 14 марта 1923 года Совет послов стран Антанты признал суверенитет Польши над Восточной Галицией, получив заверения польских властей, что они предоставят краю автономию, введут в административных органах украинский язык и откроют украинский университет. Эти условия так и не были выполнены. Тем не менее уже в мае 1923 года президент ЗУНР в изгнании Евгений Петрушевич распустил все государственные учреждения и представительства ЗУНР.

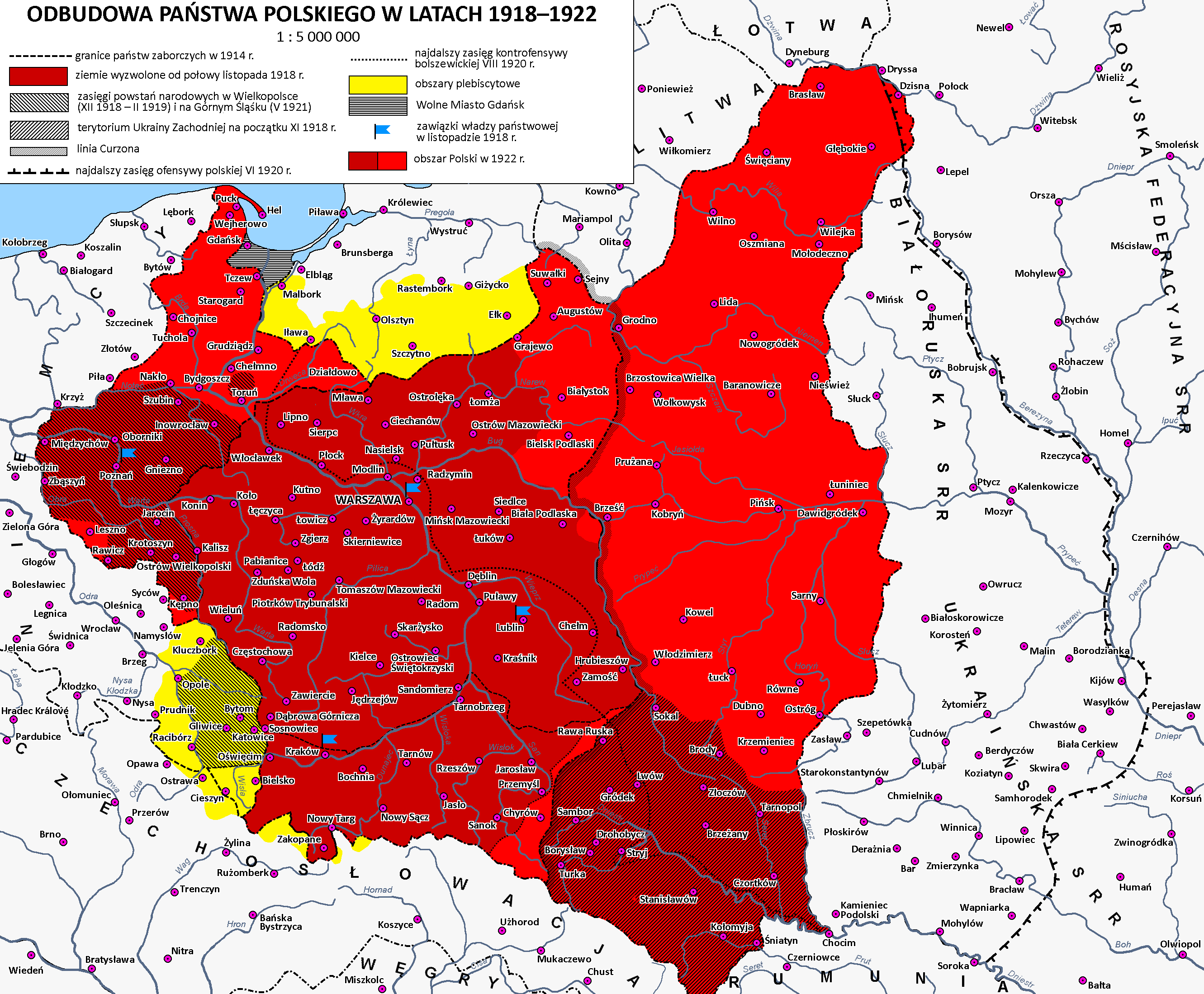
Польская карта «воссоздания Речи Посполитой» с 1918 по 1921 годы

Следующий масштабный территориальный передел в этом регионе произошёл в сентябре 1939 года в результате Польского похода РККА, когда в состав СССР вошли западноукраинские земли — Восточная Галиция (Галичина) и Волынь. Буковина, на которую ЗУНР также претендовала, вошла в состав СССР летом 1940 года. Уже после Второй мировой войны Чехословакия передала СССР Закарпатье. Все эти территории являлись частью УССР и вышли из состава СССР вместе со всей Украиной.

### Положение украинцев в Галиции
Польское правительство проводило в Галиции политику полонизации украинского населения. Для этого на непольские народы осуществлялось политическое, экономическое и культурное давление. Несмотря на это, украинская часть населения имела в сенате и Сейме Польского государства своих представителей. После окончания войны польские власти проводили политику конфронтации с галицкими украинцами. Украинский язык вытеснялся с официального уровня, должности в органах местного самоуправления могли занимать только поляки и т. д. Уже к 1923 году земли, ранее принадлежавшие украинцам, были разделены между польскими крестьянами.
В 1920-х годах проводилась политика насильственной ассимиляции и полонизации. В Галицию хлынул поток переселенцев, которым польское правительство предоставляло землю и жильё. Так, только в Галиции польской части населения досталось 200 000 гектаров земли, ещё 113 000 гектаров было передано волынским полякам. Раздражённые такой политикой властей, украинские селяне начали устраивать забастовки и бойкотировали выборы. Ухудшение отношений началось в годы Великой депрессии в США, которая в определённой мере сказалась и на прочих странах Европы. Из-за этого летом 1930 года в Галиции произошло около 2200 поджогов домов польских землевладельцев. Реакция последовала незамедлительно, и в течение одного года было арестовано 2000 украинцев, подозреваемых в поджогах.
Для борьбы с поляками в Праге была создана нелегальная Украинская войсковая организация (УВО), действовавшая в Галиции. Противостояние происходило и в политической сфере. Украинские депутаты делали громкие заявления о стремлении к созданию Украинской республики, но к практике так и не перешли.

## Влияние на современность

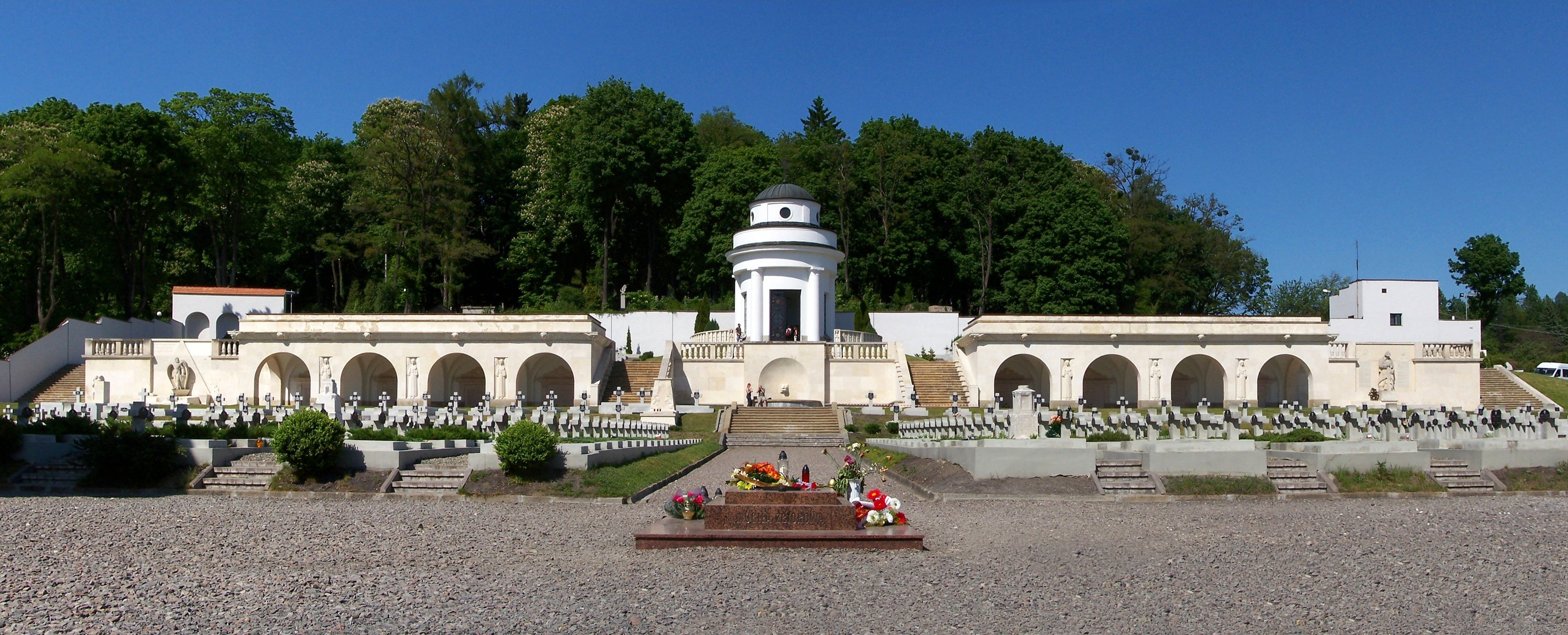
«Мемориал орлят» во Львове

В 1920-е годы во Львове был сооружён «Мемориал орлят», куда поместили прах взрослых и подростков, павших в боях за Польшу. Одна из улиц Львова — нынешняя Кульпарковская, в 1938 году получила название улицы Защитников Львова в память о погибших во время войны поляках, нынешняя улица Гвардейская получила название Пеовяков в честь членов Польской военной организации (POW), принимавших участие в войне.
Уже в середине XX века проблемы польско-украинского конфликта в Галиции начали серьёзно исследоваться польскими и украинскими историками и политологами. В свет вышли работы Н. Литвина «Украинско-польская война 1918—1919 годов», С. Макарчука[uk] «Украинская республика галичан», Б. Гудя и В. Голубко[uk] «Нелёгкий путь к взаимопониманию», О. Красивского «Восточная Галиция и Польша в 1918—1923 годах» и т. д.
В 2015 году украинским режиссёром Тарасом Химичем был снят фильм «Легион. Хроника УГА 1918—1919» (укр. «Легіон. Хроніка УГА 1918—1919»; см. видео).

### На русском
- Трайнин И. П. Национальные противоречия в Австро-Венгрии и её распад. — Москва-Ленинград, 1947.
- История Украинской ССР. — Киев: Наукова Думка, 1983. — Т. 5.
- Пашаева Н.М. Очерки истории русского движения в Галичине XIX–ХХ вв. — Москва, 2001.

### На украинском
- Західно-Українська Народна Республіка 1918–1923. Енциклопедія. Т. 1: А–Ж. Івано-Франківськ : Манускрипт-Львів, 2018. 688 с. ISBN 978-966-2067-44-6
- Західно-Українська Народна Республіка 1918–1923. Енциклопедія. Т. 2: З–О. Івано-Франківськ : Манускрипт-Львів, 2019. 832 с. ISBN 978-966-2067-61-3
- Західно-Українська Народна Республіка 1918-1923. Енциклопедія. Т. 3: П - С. Івано-Франківськ: Манускрипт-Львів, 2020.576 с. ISBN 978-966-2067-65-1
- Західно-Українська Народна Республіка 1918-1923. Енциклопедія. Т. 4: Т - Я. Івано-Франківськ: Манускрипт-Львів, 2021.688 с. ISBN 978-966-2067-72-9
- Литвин М. Р., Науменко К. Є. Історія галицького стрілецтва. — Львів, 1990.
- Гунчак Т. Україна: перша половина XX століття.
- Литвин Микола. Українсько-польська війна 1918—1919 рр. / Інститут українознавства ім. І.Крип’якевича НАН України; Інститут Східно-Центральної Європи. — Л., 1998. — 488с. — Бібліогр.: с. 396—436. — ISBN 966-02-0559-7

### На польском
- Hupert, W. Zajęcie Małopolski Wschodniej i Wołynia w roku 1919. — Lwów, 1929.
- Kozłowski, M. Między Sanem a Zbruczem: Walki o Lwów i Galicję Wschiodnią 1918–1919. — Kraków, 1990.

### На английском
- Magoscy, R. A History of Ukraine. — Toronto: University of Toronto Press, 1996.
- Timothy Snyder. Red Prince: the Secret Lives of a Habsburg Archduke. — New York: Basic Books, 2008.

### На русском
- Польско-украинская война 1918—1919 гг на ХРОНОСе (рус.)
- Польско-украинский конфликт в Галиции в 1921—1939 гг на ХРОНОСе (рус.)
- Карта распада Австро-Венгрии на ХРОНОСе (рус.)
- Восточная Европа после Первой мировой войны (рус.)
- С. А. Скляров Польско-украинский территориальный спор и великие державы в 1918—1919 гг. (рус.)

### На английском
- Описание войны очевидцем-украинцем (англ.)
- Польско-украинская война в Украинской Энциклопедии (англ.)
- История Галиции (англ.)